# Cheorwon-gun
Cheorwon-gun también deletreado Chorwon, es un condado en la provincia de Gangwon, Corea del Sur. Se encuentra justo al lado de la frontera con Corea del Norte. Cheorwon juega un papel importante en el suministro de pasaje de Seúl a Wŏnsan y Kumgangsan.
Desde la ampliación de la Carretera Nacional 43 que une Cheorwon y Seúl, la facilidad de transporte se ha mejorado mucho.

## Clima
| Parámetros climáticos promedio de Cheorwon (1991–2020) | Parámetros climáticos promedio de Cheorwon (1991–2020) | Parámetros climáticos promedio de Cheorwon (1991–2020) | Parámetros climáticos promedio de Cheorwon (1991–2020) | Parámetros climáticos promedio de Cheorwon (1991–2020) | Parámetros climáticos promedio de Cheorwon (1991–2020) | Parámetros climáticos promedio de Cheorwon (1991–2020) | Parámetros climáticos promedio de Cheorwon (1991–2020) | Parámetros climáticos promedio de Cheorwon (1991–2020) | Parámetros climáticos promedio de Cheorwon (1991–2020) | Parámetros climáticos promedio de Cheorwon (1991–2020) | Parámetros climáticos promedio de Cheorwon (1991–2020) | Parámetros climáticos promedio de Cheorwon (1991–2020) | Parámetros climáticos promedio de Cheorwon (1991–2020) |
| Mes                                                    | Ene.                                                   | Feb.                                                   | Mar.                                                   | Abr.                                                   | May.                                                   | Jun.                                                   | Jul.                                                   | Ago.                                                   | Sep.                                                   | Oct.                                                   | Nov.                                                   | Dic.                                                   | Anual                                                  |
| ------------------------------------------------------ | ------------------------------------------------------ | ------------------------------------------------------ | ------------------------------------------------------ | ------------------------------------------------------ | ------------------------------------------------------ | ------------------------------------------------------ | ------------------------------------------------------ | ------------------------------------------------------ | ------------------------------------------------------ | ------------------------------------------------------ | ------------------------------------------------------ | ------------------------------------------------------ | ------------------------------------------------------ |
| Temp. máx. abs. (°C)                                   | 13.1                                                   | 17.5                                                   | 22.4                                                   | 29.8                                                   | 32.5                                                   | 34.0                                                   | 36.0                                                   | 38.4                                                   | 33.7                                                   | 29.0                                                   | 24.0                                                   | 14.5                                                   | 38.4                                                   |
| Temp. máx. media (°C)                                  | 0.7                                                    | 4.1                                                    | 10.2                                                   | 17.5                                                   | 22.9                                                   | 26.7                                                   | 28.1                                                   | 28.9                                                   | 25.0                                                   | 19.1                                                   | 10.5                                                   | 2.7                                                    | 16.4                                                   |
| Temp. media (°C)                                       | -5.7                                                   | -2.3                                                   | 3.7                                                    | 10.5                                                   | 16.6                                                   | 21.1                                                   | 23.8                                                   | 24.0                                                   | 18.9                                                   | 11.8                                                   | 4.3                                                    | -3.2                                                   | 10.3                                                   |
| Temp. mín. media (°C)                                  | -11.8                                                  | -8.6                                                   | -2.6                                                   | 3.4                                                    | 10.4                                                   | 16.1                                                   | 20.2                                                   | 20.1                                                   | 13.6                                                   | 5.5                                                    | -1.2                                                   | -8.6                                                   | 4.7                                                    |
| Temp. mín. abs. (°C)                                   | -29.2                                                  | -24.6                                                  | -13.4                                                  | -8.2                                                   | 0.9                                                    | 6.1                                                    | 11.3                                                   | 8.8                                                    | 3.5                                                    | -6.3                                                   | -13.8                                                  | -22.2                                                  | -29.2                                                  |
| Precipitación total (mm)                               | 18.2                                                   | 26.3                                                   | 30.8                                                   | 69.0                                                   | 102.4                                                  | 119.0                                                  | 400.0                                                  | 347.4                                                  | 121.2                                                  | 49.9                                                   | 48.1                                                   | 22.1                                                   | 1354.4                                                 |
| Días de precipitaciones (≥ 0.1 mm)                     | 6.3                                                    | 6.0                                                    | 7.3                                                    | 8.1                                                    | 9.1                                                    | 10.9                                                   | 16.6                                                   | 14.3                                                   | 8.4                                                    | 6.6                                                    | 8.1                                                    | 7.5                                                    | 109.2                                                  |
| Horas de sol                                           | 173.3                                                  | 176.0                                                  | 196.5                                                  | 203.7                                                  | 224.5                                                  | 198.7                                                  | 141.9                                                  | 170.0                                                  | 187.0                                                  | 200.6                                                  | 152.3                                                  | 159.0                                                  | 2183.5                                                 |
| Humedad relativa (%)                                   | 67.1                                                   | 63.1                                                   | 60.5                                                   | 58.3                                                   | 64.4                                                   | 71.4                                                   | 81.3                                                   | 81.4                                                   | 76.9                                                   | 72.9                                                   | 71.6                                                   | 70.0                                                   | 69.9                                                   |
| Fuente n.º 1: Korea Meteorological Administration      |                                                        |                                                        |                                                        |                                                        |                                                        |                                                        |                                                        |                                                        |                                                        |                                                        |                                                        |                                                        |                                                        |
| Fuente n.º 2: 기상청                                   |                                                        |                                                        |                                                        |                                                        |                                                        |                                                        |                                                        |                                                        |                                                        |                                                        |                                                        |                                                        |                                                        |

## Demografía
Según los datos del censo coreano, esta es la población de Cheorwon en los últimos años.
| 1997   | 2002   | 2007   | 2012   | 2017   |
| ------ | ------ | ------ | ------ | ------ |
| 54.293 | 50.682 | 47.719 | 48.469 | 47.921 |